# Жёны и дочери
«Жёны и дочери» (англ. «Wives and Daughters») — роман английской писательницы Элизабет Гаскелл, впервые опубликованный в журнале «Корнхилл» отдельными частями, которые издавались с августа 1864 года по январь 1866 года. Роман остался неоконченным из-за внезапной смерти Гаскелл в 1865 году. Заключительную часть романа дописал журналист и литератор, Фредерик Гринвуд. Сюжет романа вращается вокруг Молли Гибсон, единственной дочери овдовевшего доктора, живущего в провинциальном английском городке 1830-х годов.

## Сюжет
Овдовевший мистер Гибсон воспитывает свою единственную дочь Молли, к которой очень привязан. Однажды девочка гостит в местном особняке; уставшую от шумного праздника, Молли отправляют отдохнуть в комнату гувернантки. Сама гувернантка (Клер) делает вид, что очень заботится о девочке, и обещает отправить её домой после пикника. Однако Клер нет никакого дела до Молли, и она забывает о девочке до вечера. Маленькая Молли боится, что ей придется переночевать в чужом доме без отца, но в конце концов он забирает её домой в этот же вечер.
С этого случая прошло семь лет. Молли превратилась в прекрасную юную леди, немного замкнутую, но добрую и простодушную. В девушку влюбляется ученик мистера Гибсона, мистер Кокс. Тот узнает об этом и отправляет свою дочь погостить в Хэмли Холл. Здесь Молли знакомится с миссис Хэмли, и привязывается к ней как к родной матери. Также девушка заводит дружбу с её сыном, Роджером. Однако будучи дочерью врача, Молли не может претендовать на то, чтобы стать невестой одного из богатых сыновей Хэмли.
Старшего сына, Осборна Хэмли, родители планируют удачно женить после того, как он сделает блестящую карьеру в Кембридже — он красив, умен и тщательно следит за модой, в отличие от своего брата Роджера. Однако неожиданные неудачи Осборна в учёбе разбивают надежды и сердца его родителей. Помимо этого, Молли случайно узнает, что Осборн втайне от родителей женился на французской католичке, которая раньше работала простой няней.
Между тем отец Молли решает во второй раз жениться. Делает он это не столько ради себя, сколько ради дочери. После случая с мистером Коксом мистер Гибсон осознает, что девушке возраста Молли необходимы материнское внимание и присмотр. Он берет в жены Клер, бывшую гувернантку, которую Молли уже встречала будучи ребенком на празднике в усадьбе. Кроткая Молли тщетно пытается полюбить свою эгоистичную и честолюбивую мачеху. Однако она находит подругу в лице своей сводной сестры — Синтии. Молли и Синтия очень разные — одна неопытная, наивная и робкая, вторая более общительная и темпераментная. По ходу сюжета становится очевидным, что Синтия некогда обучалась во Франции и у них с матерью имеются секреты из прошлого. Эти тайны касаются мистера Престона, земельного агента.
Осборн Хэмли, на которого родители возлагали большие надежды, терпит неудачи на учебном поприще. Это приводит к сильному потрясению, а затем и к смертельной болезни его матери. Отец Осборна винит сына в кончине его матери и отдаляется от него. Из-за этого Осборну не удается рассказать отцу о том, что у него есть жена.
Тем временем младший сын Роджер, на которого не возлагали никаких надежд, продолжает упорно трудиться в университете и получает всяческие почести и награды. Дружеские чувства Молли к благородному Роджеру неумолимо перерастают в любовь. Но эта любовь не взаимна — Роджер делает предложение Синтии, и она принимает его. Юноша на два года отправляется в научную экспедицию в Африку. Синтия просит хранить эту помолвку в секрете ото всех до возвращения Роджера обратно. В это же время Мистер Гибсон узнает о том, что Осборн смертельно болен.
Также раскрываются тайны прошлого Синтии. Наружу всплывает история о том, как четыре года назад она пообещала мистеру Престону стать его женой. Он влюблен в неё до безумия, но теперь Синтия не хочет о нём и слышать. Молли оказывается впутанной в эту историю и пытается помочь сестре разорвать обещанную помолвку. Это дает пищу для сплетен о том, что она имеет любовную связь с Престоном, что портит её репутацию.
Когда семья узнает правду о прошлой связи Синтии и мистера Престона, Синтия разрывает помолвку с Роджером, признав, что не любила его и только хотела ощутить себя свободной от преследований. Вскоре она принимает предложение мистера Хендерсона, джентльмена, которого встретила в Лондоне. Осборн, осознавая, что скоро умрет, просит Молли позаботиться о его жене и недавно родившемся ребенке. После смерти Осборна Молли раскрывает эту тайну его отцу. Вдова Осборна, француженка Эми, узнав о болезни мужа, приезжает в Хэмли Холл вместе с сыном, не зная ещё о смерти Осборна. Роджер тоже возвращается домой, чтобы быть рядом с отцом. Мистер Хэмли вскоре утешается, радуясь, что рядом его сын и подрастающий внук.
Роджер становится членом научного общества. Также он осознает, что за его братской привязанностью к Молли скрывается нечто большее. Однако он боится признаться в своих чувствах из-за прошлой связи с легкомысленной Синтией. Прежде чем снова отправиться в Африку, Роджер рассказывает о своей любви мистеру Гибсону и тот дает своё благословение на брак. Сделать предложение Молли до своего отъезда Роджер не успевает.
На этом роман заканчивается. Он остался недописанным, прерванный смертью Элизабет Гаскелл. В адаптации BBC история заканчивается тем, что Роджер все-таки признается Молли в любви, и они уезжают в Африку вместе.

## Экранизации
В 1971 году была снята телевизионная адаптация романа.
В 1999 году вышла экранизация BBC в четырёх сериях. Сценаристом выступил Эндрю Дэвис. В фильме снимались: Джастин Уодделл, Розамунд Пайк, Том Холландер, Майкл Гэмбон, Барбара Ли-Хант и другие.